# Sophia Yilma
Sophia Yilma (en amharique: ሶፍያ ይልማ), née le 2 octobre 1942, est une journaliste et femme politique éthiopienne. En tant que première femme reporter pour l'Ethiopian Herald (en), elle a été une pionnière du journalisme éthiopien et a occupé des postes importants à la fois au Herald et au gouvernement. Plus tard, à la suite de la révolution éthiopienne et de la guerre civile, elle est devenue un haut dirigeant du Parti éthiopien de l'unité démocratique et en est actuellement la vice-présidente.

## Biographie
Sophia naît en 1942, à Addis-Abeba. Elle est la fille d'Elsabeth Workeneh et de Yilma Deressa (en), membre de la noblesse oromo de la province de Wellega. Son père devient finalement l'une des figures de proue du gouvernement éthiopien, en tant que ministre des Finances (en) (de 1957 à 1970) et ministre des Affaires étrangères (en 1958), puis en tant qu'ambassadeur aux États-Unis et membre du Sénat éthiopien.
Grandissant aux États-Unis, auprès de son père qui est ambassadeur, elle fréquente la Georgetown Day School et la Baldwin School. Elle retourne en Éthiopie pour fréquenter l'Université Haile Selassie I, mais abandonne ses études pour travailler pour la radio éthiopienne, où elle est inspirée par d'autres femmes telles que Romanework Kassahun. Elle rejoint ensuite l'Ethiopian Herald (en) en 1961, où, à 19 ans, elle devient à la fois la plus jeune et la première femme reporter du journal . En 1962, elle est nommée rédactrice en chef de la page des femmes, ce qui en fait une figure reconnue. Elle étudie le journalisme pendant deux ans à l'Université libre de Berlin grâce à une bourse. Par la suite, elle a épousé le rédacteur en chef du Herald, Tegegne Yeteshawork, avec qui elle a un fils, Yared Tegegne. Elle devient par la suite responsable des relations publiques au Bureau éthiopien des télécommunications, produisant leur magazine interne et menant des opérations de relation publique internes et externes.

### Révolution, emprisonnement et carrière
À la suite du coup d'État de 1974 qui renverse l'empereur Haile Selassie I et son gouvernement, son père et son mari sont arrêtés par le Derg. Son mari est exécuté avec soixante autres fonctionnaires impériaux le 23 novembre 1974, tandis que son père décède d'un cancer alors qu'il est en prison en 1979,.
Sophia elle-même est arrêtée en 1976 et, avec sa mère, détenue pendant sept mois à la prison de Kerchele (en) (communément appelée Alem Bekagn - "Adieu au monde"), la même prison où son mari a été exécuté. Devant subvenir aux besoins de sa famille, elle retourne à sa libération chez Ethio Telecom, travaillant dans ses départements de relations publiques et de service à la clientèle. Elle prend sa retraite en 1997.
Par la suite, elle travaille pendant huit ans en tant que chargée de relations publiques pour le projet de développement urbain à approche holistique intégrée fondé par Jember Teferra (en).

### Politique
En 2005, elle fonde l'éphémère Ethiopian Democratic Action Group, un parti démocratique libéral. Elle est approchée par Lidetu Ayalew (en) pour rejoindre le Parti éthiopien de l'unité démocratique, dont elle devient la vice-présidente. Le parti fait partie du front d'opposition de la Coalition pour l'unité et la démocratie, mais est l'un des rares à occuper ses sièges au parlement, se séparant du reste de la coalition.
Elle se présente à nouveau au parlement aux élections de 2010, mais est vaincue lorsque le Front démocratique révolutionnaire du peuple éthiopien au pouvoir remporte 545 sièges sur 547. Malgré cet échec, elle travaille pour reconstruire le parti, rebaptisé Parti démocratique éthiopien, et prend un rôle de plus en plus important dans l'opposition éthiopienne. Elle reste vice-présidente du parti, et obtient son adhésion au Réseau libéral africain,.